# 에리트로스
에리트로스(영어: erythrose)는 4개의 탄소 원자가 포함된 단당류이고, 알데하이드기를 가지고 있는 알도스이며, 화학식은 C4H8O4이다. 자연계에 주로 D-에리트로스로 존재한다.
에리트로스는 1849년에 프랑스의 약사인 루이 푸 조제프 갸로(1798 ~ 1869)에 의해 루바브에서 최초로 분리되었고, 알칼리 금속과 같이 있을 때 붉은 빛깔을 띠기 때문에 에리트로스란 이름이 붙여졌다(ἐρυθρός, "red").
에리트로스 4-인산은 펜토스 인산 경로와 캘빈 회로의 중간 생성물이다.
산화 세균은 에리트로스를 유일한 에너지원으로 사용할 수 있다.

## 같이 보기
- 에리트리톨
- 에리트로스 4-인산